# Братиславський меридіан
48°08′23″ пн. ш. 17°06′03″ сх. д. / 48.1397306° пн. ш. 17.1006972° сх. д.
Братисла́вський меридіа́н (слов. Bratislavský poludník) — меридіан, що проходить північно-східну вежу Братиславського граду.
Знак, установлений під аркою, є початковою точкою відліку всіх доріг Словаччини — фактично це нульовий кілометр, який існує у багатьох містах світу.
Вперше довготу цієї точки відліку використав і дав назву «Братиславський меридіан» в 1733 словацько-угорський інженер, математик, геодезист, картограф і астроном Самуїл Міковіні, який працював у Братиславі, престольному місті Угорського королівства.
На картах С. Миковіні Братиславський меридіан використовувався як вихідний, тому з'явилися місцеві історичні назви — «нульовий меридіан», або «Братиславський нульовий меридіан» (слов. Bratislavský nultý poludník).
У 1997 році під час підготовки до 250-річчя від дня смерті С. Миковіні встановлено пам'ятний знак на місці, через яке проходить Братиславський меридіан, на деякому віддаленні від Братиславського града, поблизу набережної.
Довгота Братиславського меридіана — 17 ° 06 '.